# Marvin's Marvelous Mechanical Museum (Álbum)
Marvin's Marvelous Mechanical Museum es el primer álbum de estudio de la banda de rock estadounidense: Tally Hall, lanzado originalmente el 12 de noviembre de 2005 por Quack! Media. La mayoría de las canciones del álbum son versiones acabadas de sus demos vistas en Complete Demos.
Desde entonces, el álbum fue relanzado en 2008 tras que la banda fuera firmada por Atlantic Records para regrabar el álbum, más tarde en ITunes se añadirá dos nuevas canciones bonus al álbum y por último se re-lanzaria una segunda vez bajo Needlejuice Records en donde se añadió otras dos canciones más (incluyendo las canciones bonus de ITunes), el cual incluye un cover de la canción: «Just a Friend» de Biz Markie proveniente del álbum recompilatorio de la banda: Admitedly Incomplete Demos y una versión del sencillo de la banda: «Good Day» en el idioma ficticio de Simlish para el juego Sims 2.   
El álbum fue bastante aclamado por los críticos gracias al sonido único y variado presentado por la banda; siendo una mezcla de múltiples géneros de música la cual hace que cada una de las canciones en el álbum sean únicas y diferentes de las otras.

## Listado de pistas
Todas las canciones escritas y compuestas por Rob Cantor, Joe Hawley, Andrew Horowitz, y Zubin Sedghi. 
| N.º   | Título                    | Vocales                | Duración |  |
| 1.    | «Good Day»                | Hawley, Cantor, Sedghi | 3:24     |  |
| 2.    | «Greener»                 | Cantor                 | 3:48     |  |
| 3.    | «Welcome to Tally Hall»   | Cantor, Sedghi, Hawley | 5:04     |  |
| 4.    | «Taken for a Ride»        | Horowitz, Hawley       | 4:44     |  |
| 5.    | «The Bidding»             | Hawley, Cantor, Sedghi | 2:41     |  |
| 6.    | «Be Born»                 | Cantor                 | 3:11     |  |
| 7.    | «Banana Man»              | Hawley                 | 4:10     |  |
| 8.    | «Just Apathy»             | Cantor                 | 3:12     |  |
| 9.    | «Spring and a Storm»      | Hawley                 | 4:48     |  |
| 10.   | «Two Wuv»                 | Sedghi                 | 3:44     |  |
| 11.   | «Haiku»                   | Cantor, Hawley         | 3:03     |  |
| 12.   | «The Whole World and You» | Horowitz               | 1:45     |  |
| 13.   | «13»                      | Instrumental           | 0:13     |  |
| 14.   | «Ruler of Everything»     | Hawley, Sedghi         | 4:32     |  |
| 15.   | «Hidden in the Sand»      | Hawley                 | 1:55     |  |
| 49:52 |                           |                        |          |  |

| Versión de ITunes |                |              |          |  |
| N.º               | Título         | Vocales      | Duración |  |
| 16.               | «Mucka Blucka» | Federman     | 1:39     |  |
| 17.               | «Dream»        | Instrumental | 1:49     |  |
| 53:20             |                |              |          |  |

| Relanzamiento de Needlejuice Records |                    |                        |          |  |
| N.º                                  | Título             | Vocales                | Duración |  |
| 18.                                  | «Just A Friend»    | Cantor, Sedghi         | 4:30     |  |
| 19.                                  | «Good Day Simlish» | Hawley, Cantor, Sedghi | 3:32     |  |
| 61:22                                |                    |                        |          |  |

## Personal

### Tally Hall
- Rob Cantor - vocales, guitarra, ukelele, percusión
- Joe Hawley - vocales, guitarra, ukelele, melódica
- Zubin Sedghi - bajo, vocales
- Andrew Horowitz - teclados, vocales, percusión
- Ross Federman - batería, percusión, marimba, vocales

### Músicos adicionales
- Alison Kartush, Andrew Papas, Ashley Hurst, Caitlyn Thomson, Claire Smith, Emily Barkin, Jessica Fetter, Karl Pestka, Lisa Bakale, Michael Anuzis, Rebecca Blinder, Stephaine Fajuri - Vocales de Apoyo (4, 12)
- Bora Karaca, Brett Trzcinski, Donald Milton, Jason Ceo, Jon Zande, Michael Steelman, Tim Wagner, Victor Szabo - Vocales de Apoyo (1, 5, 7)
- Jim Roll - Banyo
- Keith Reed - Contrabajo
- Anna Schultz, Rachel Hsieh - Violonchelo
- Andres Ivan - Clarinete
- Brittni Troy, Eric Brummitt - Trompa
- Ben Began - Mandolina
- Bobby Streng - Saxofón
- Melissa Gardiner, Steve Peterson - Trombón
- David Tenerelli, Jeff Blim - Trompeta
- Matt Lyon, Michael Nickens - Tuba
- Laurel Borden - Viola
- Jeremy Kittel, Shawn Jaeger - Violín
- Marvin Yagoda - Voz
- Roberta Tamm, Taylor Janssen - Voz de Niños